# Untermeierhof

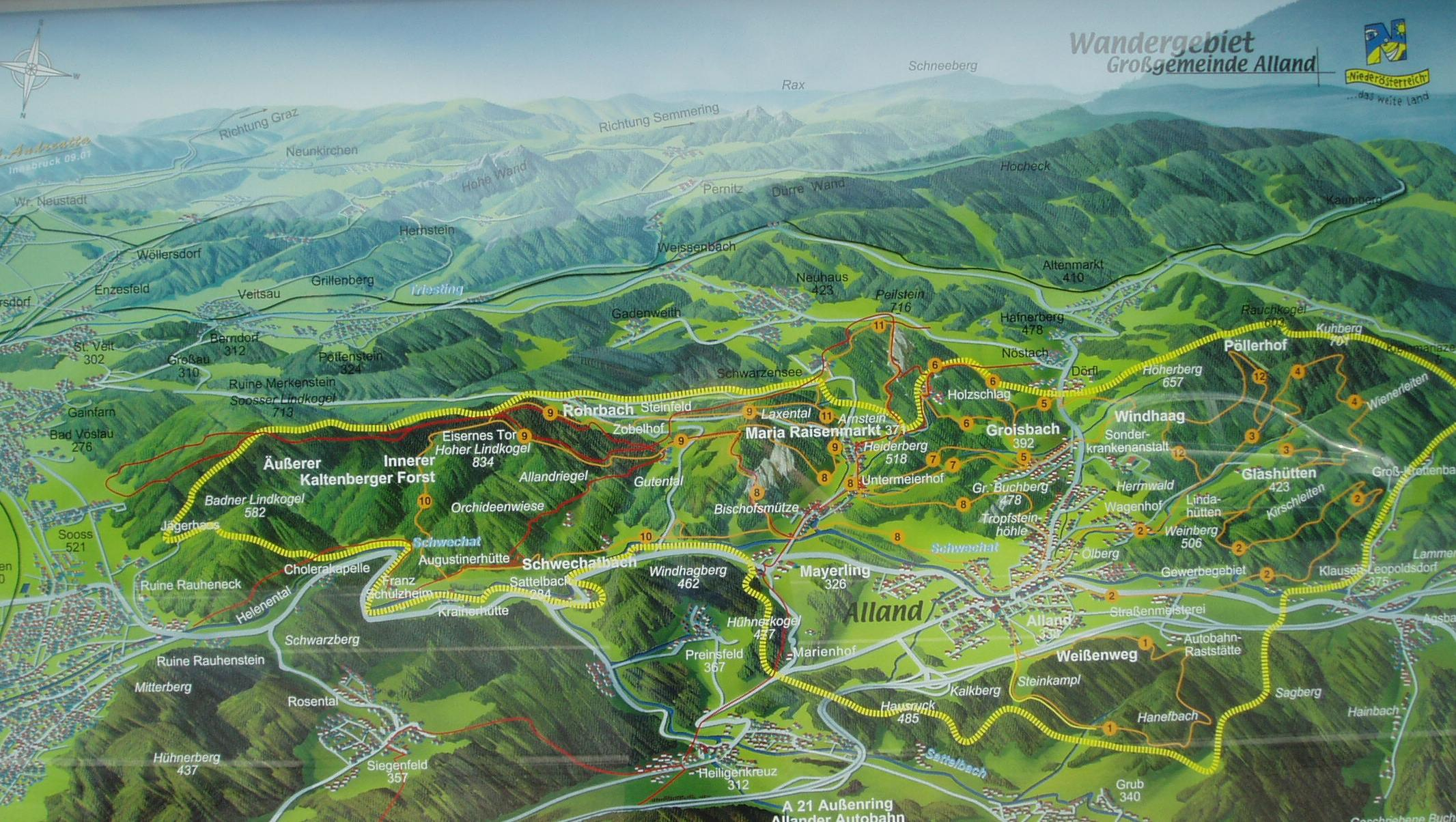
Wanderkarte Großgemeinde Alland

Untermeierhof ist eine Hausrotte der Marktgemeinde Alland zwischen Mayerling und Maria Raisenmarkt im Wienerwald in Niederösterreich, bestehend aus 5 Bauernhöfen und etwa 20 Häusern an einer Seitenstraße. Der Ort liegt sehr ruhig und abgelegen am Fuß des 518 m hohen Heiderbergs gegenüber der 514 m hohen Bischofsmütze.

## Geschichte
Laut Adressbuch von Österreich waren im Jahr 1938 in Untermeierhof ein Sägewerk und mehrere Landwirte ansässig.

## Bilder

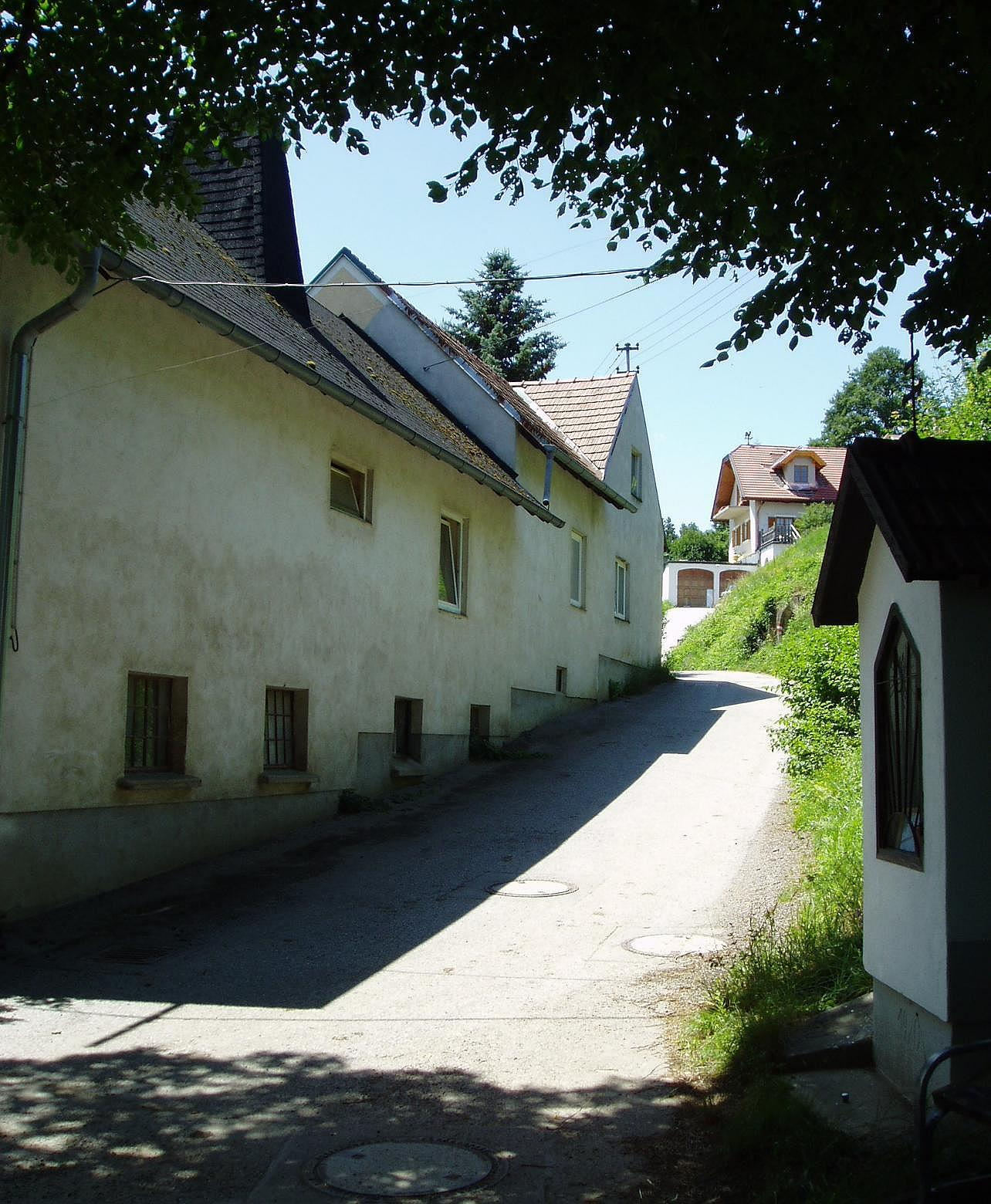
Straßenszene in Untermeierhof
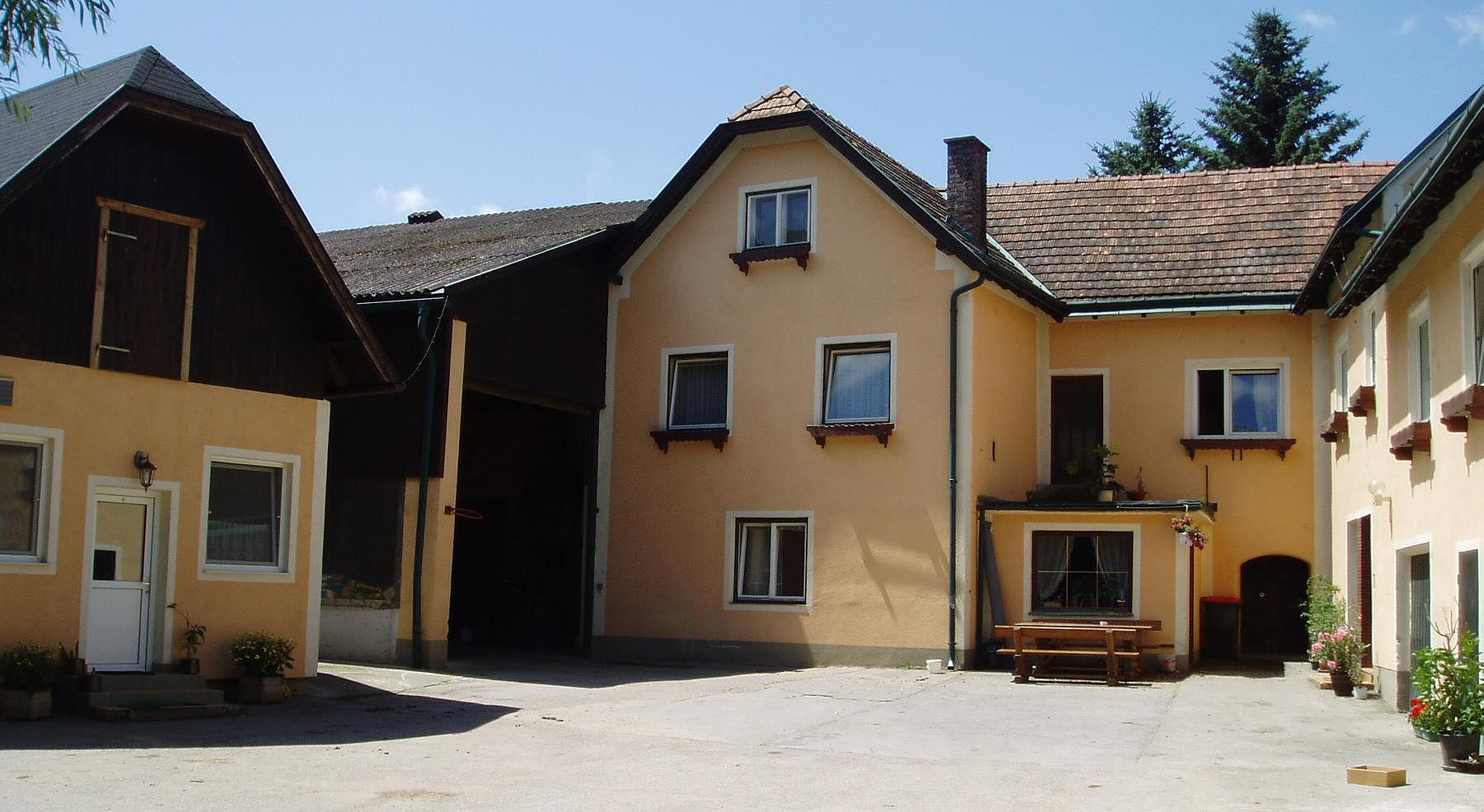
Der Steinerhof in Untermeierhof in Alland
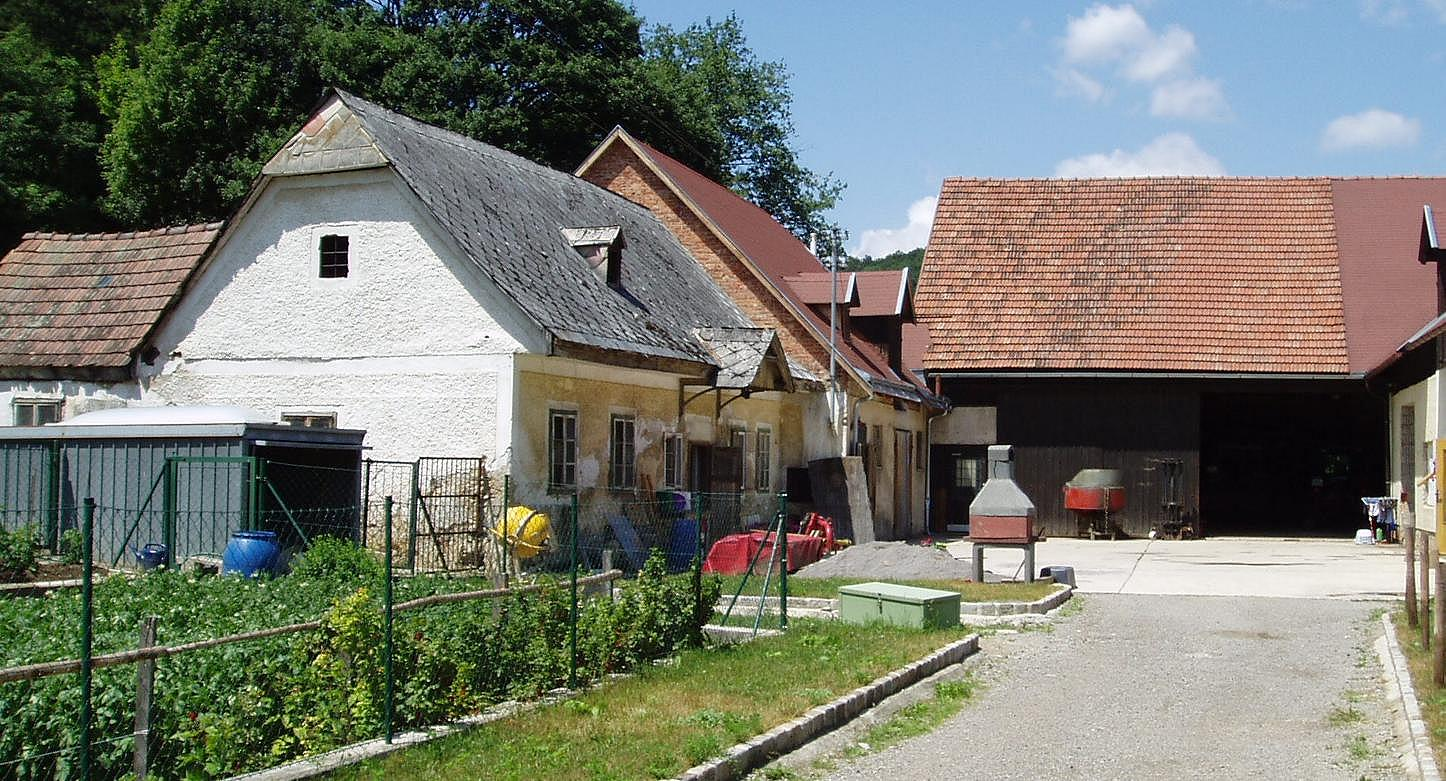
Alter Bauernhof
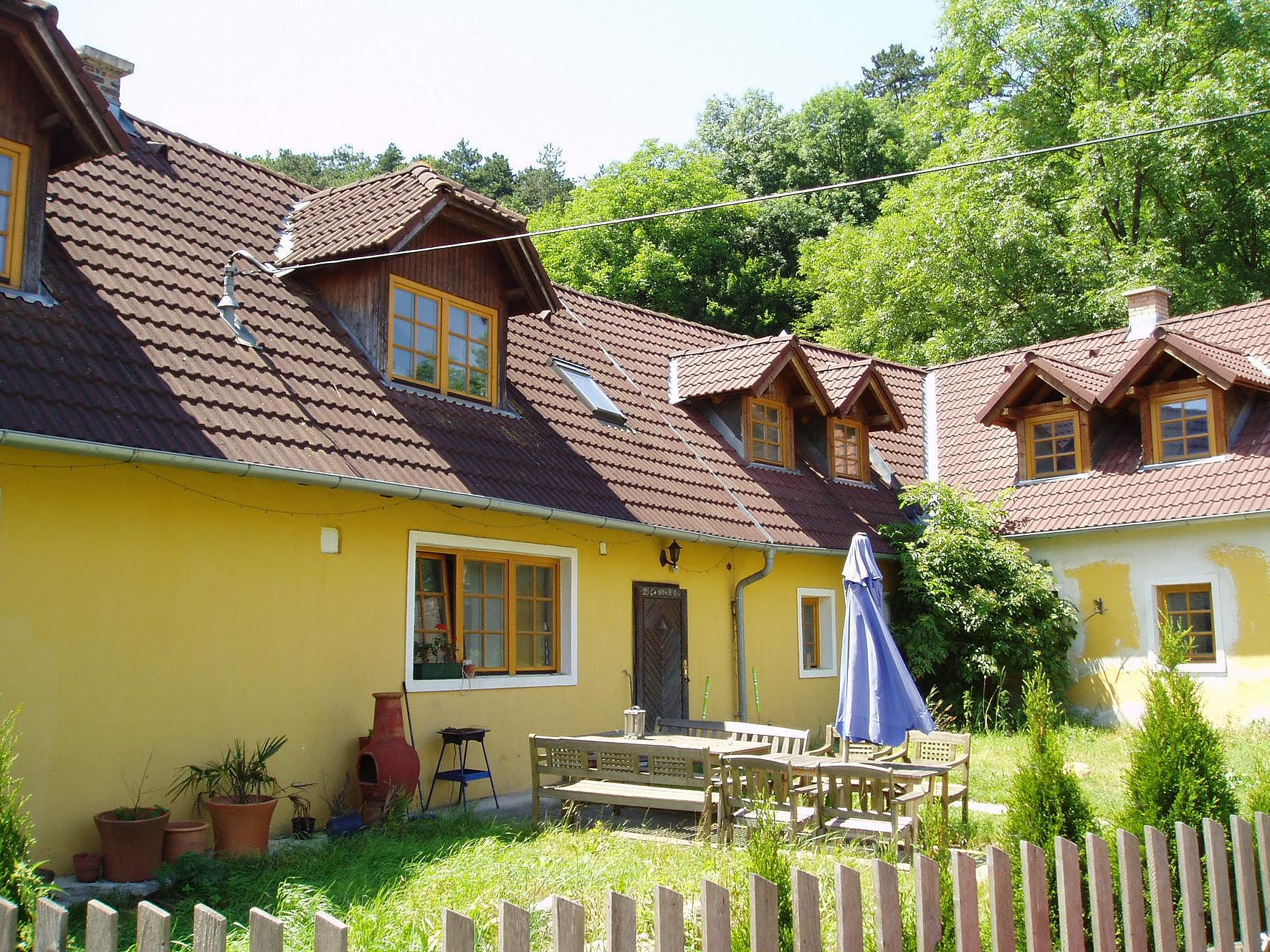
Renovierter Bauernhof